# Ліппе-Атах
Ліппе-Атах (рос. Липпе-Атах) — село Верхньовілюйського улусу, Республіки Саха Росії. Входить до складу Онхойського наслегу.
Населення — 630 осіб (2015 рік).